# Jonathan Garvin
Jonathan Neo Darnell Garvin (Lake Worth, 28 luglio 1999) è un giocatore di football americano statunitense che milita nel ruolo di linebacker per i San Francisco 49ers della National Football League (NFL).

## Carriera

### Green Bay Packers
Garvin al college giocò a football a Miami dal 2017 al 2019. Fu scelto dai Green Bay Packers nel corso del settimo giro (242º assoluto) del Draft NFL 2020. Nella sua stagione da rookie disputò 8 partite, nessuna delle quali come titolare, mettendo a segno 4 tackle.

### Birmingham Stallions
Garvin firmò con i Birmingham Stallions della UFL il 14 maro 2024. Il suo contratto terminò l'8 agosto.

### San Francisco 49ers
Il 9 agosto 2024 Garvin firmò con i San Francisco 49ers.